# Ніва-Одеховська
Ніва-Одеховська (пол. Niwa Odechowska) — село в Польщі, у гміні Скаришев Радомського повіту Мазовецького воєводства.
Населення — 76 осіб (2011).
У 1975-1998 роках село належало до Радомського воєводства.

## Демографія
Демографічна структура станом на 31 березня 2011 року:
|          | Загалом | Допрацездатний вік | Працездатний вік | Постпрацездатний вік |
| -------- | ------- | ------------------ | ---------------- | -------------------- |
| Чоловіки | 36      | 7                  | 24               | 5                    |
| Жінки    | 40      | 12                 | 20               | 8                    |
| Разом    | 76      | 19                 | 44               | 13                   |